# IDEA League
De IDEA League is een strategisch samenwerkingsverband tussen vier leidende technische universiteiten in Europa. De IDEA League werd opgericht op 6 oktober 1999 door het tekenen van een Memorandum of Understanding van vier technische universiteiten: Imperial College London (Verenigd Koninkrijk), TU Delft (Nederland), ETH Zürich (Zwitserland), en RWTH Aachen (Duitsland). In 2006 voegde ParisTech (Frankrijk) zich bij de alliantie. Sinds 2014 is ook Chalmers University of Technology (Zweden) lid van het IDEA League netwerk. In 2016 is Politecnico di Milano (Italië) lid geworden van de IDEA League. Het Imperial College London besloot zich met ingang van december 2012 uit de IDEA League terug te trekken. Eind 2013 verliet ook ParisTech het samenwerkingsverband om zich te richten op de nieuwe Paris-Saclay campus.
Alle leden van de IDEA League hebben een research georiënteerd profiel en elk van de universiteiten is de grootste leverancier van afgestudeerden op het gebied van engineering in de respectieve landen. De IDEA League heeft in de uitwerking van Bologna (bachelor/master) een groot aantal opleidingen onderling vergeleken om op basis daarvan een serie qualification profiles voor haar bachelor en haar masteropleidingen te definiëren. Daarnaast heeft zij een aantal quality management principles geformuleerd en wordt onderling systematisch informatie over onderwijs en onderzoek uitgewisseld.
Een van de belangrijkste ambities van de IDEA League is het bundelen van academische resources en de kennis om een duidelijke bijdrage te leveren aan het herbevestigen van het wetenschappelijk en technologisch leiderschap van Europa.
In september 2006 zijn de ETH, de RWTH en de TU Delft begonnen met een gezamenlijke master toegepaste geofysica. De deelnemers studeren daarbij achtereenvolgens in Delft, Zürich en Aken, waarna de student zelf de locatie kan bepalen waar hij zijn afstudeerproject verricht.  
Studenten van de IDEA League universiteiten worden vertegenwoordigd door de IDEALiStiC.

## Huidige leden
| Institutie                        | Locatie  | Opgericht | Lid sinds | Rector/President                                  | Totaal aantal studenten | Website |
| --------------------------------- | -------- | --------- | --------- | ------------------------------------------------- | ----------------------- | ------- |
| TU Delft                          | Delft    | 1842      | 1999      | Prof.dr.ir. Tim van der Hagen                     | 26,476                  |         |
| ETH Zürich                        | Zürich   | 1855      | 1999      | Prof. Dr. Sarah M. Springman                      | 23,400                  |         |
| RWTH Aachen                       | Aachen   | 1870      | 1999      | Prof. Dr. rer. nat. Dr. h.c. mult. Ulrich Rüdiger | 47,173                  |         |
| Chalmers University of Technology | Göteborg | 1829      | 2014      | Stefan Bengtsson                                  | 10,000                  |         |
| Politecnico di Milano             | Milaan   | 1863      | 2016      | Ferruccio Resta                                   | 47,509                  |         |